# Hranovnica
Hranovnica (niem. Grenitz lub Gränitz, węg. Szepesvéghely) – wieś (obec) na Słowacji położona w kraju preszowskim, w okręgu Poprad. Miejscowość położona jest w Kotlinie Hornadzkiej, w dolinie na prawym brzegu Hornadu.
Pierwsze wzmianki o miejscowości pochodzą z roku 1294.
Według danych z dnia 31 grudnia 2010, wieś zamieszkiwało 2848 osób, w tym 1383 kobiety i 1465 mężczyzn.
W 2001 roku rozkład populacji względem narodowości i przynależności etnicznej oraz religijnej wyglądał następująco:
- Słowacy – 87,10%
- Romowie – 12,04%
- Czesi – 0,16%
- Polacy – 0,12%
- Węgrzy – 0,04%

- katolicy – 89,35%
- ewangelicy – 5,12%
- grekokatolicy – 0,49%
- prawosławni – 0,45%
- niewierzący – 1,39%
- przynależność niesprecyzowana – 2,01%

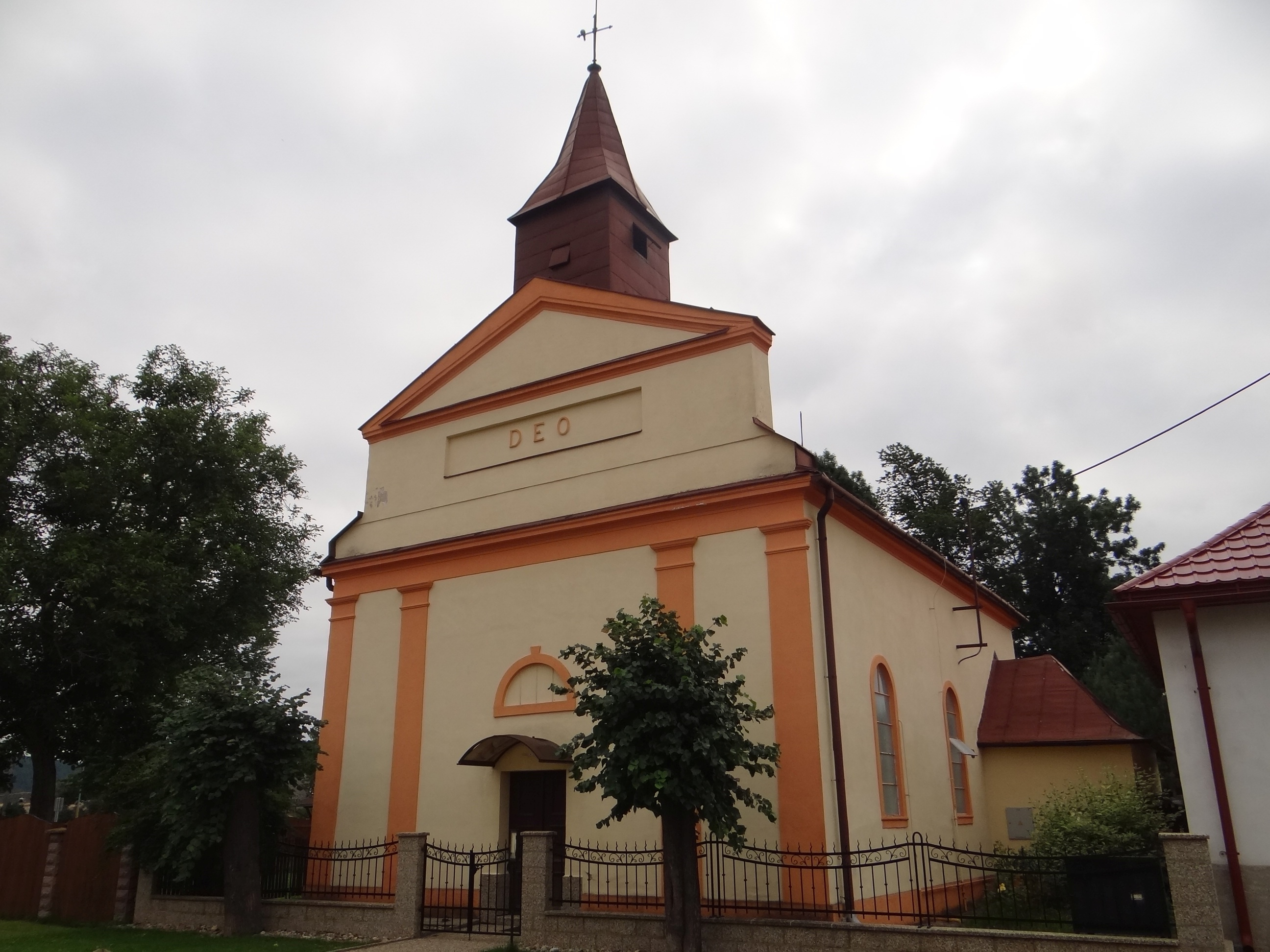
Zbór luterański
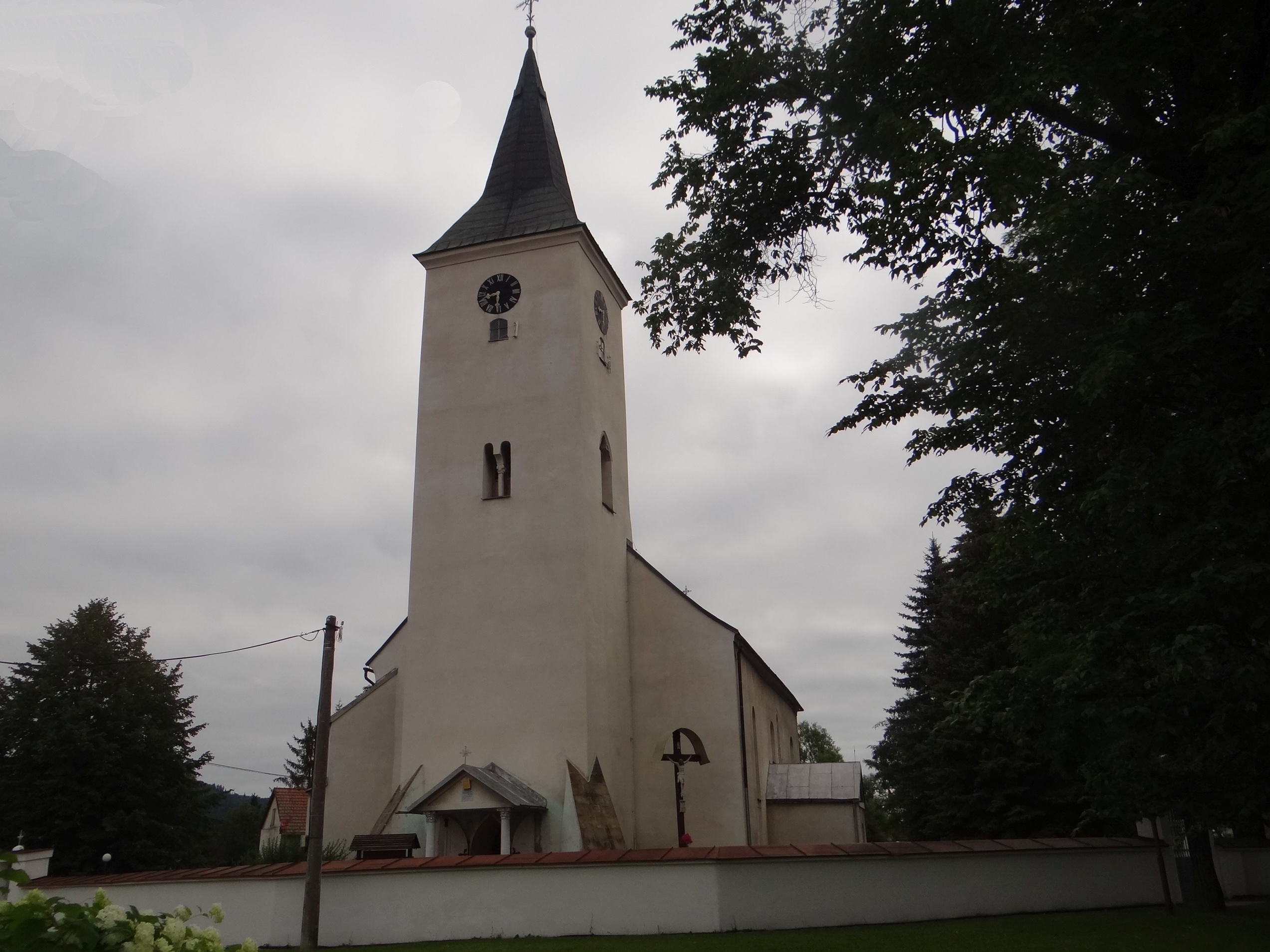
Kościół katolicki
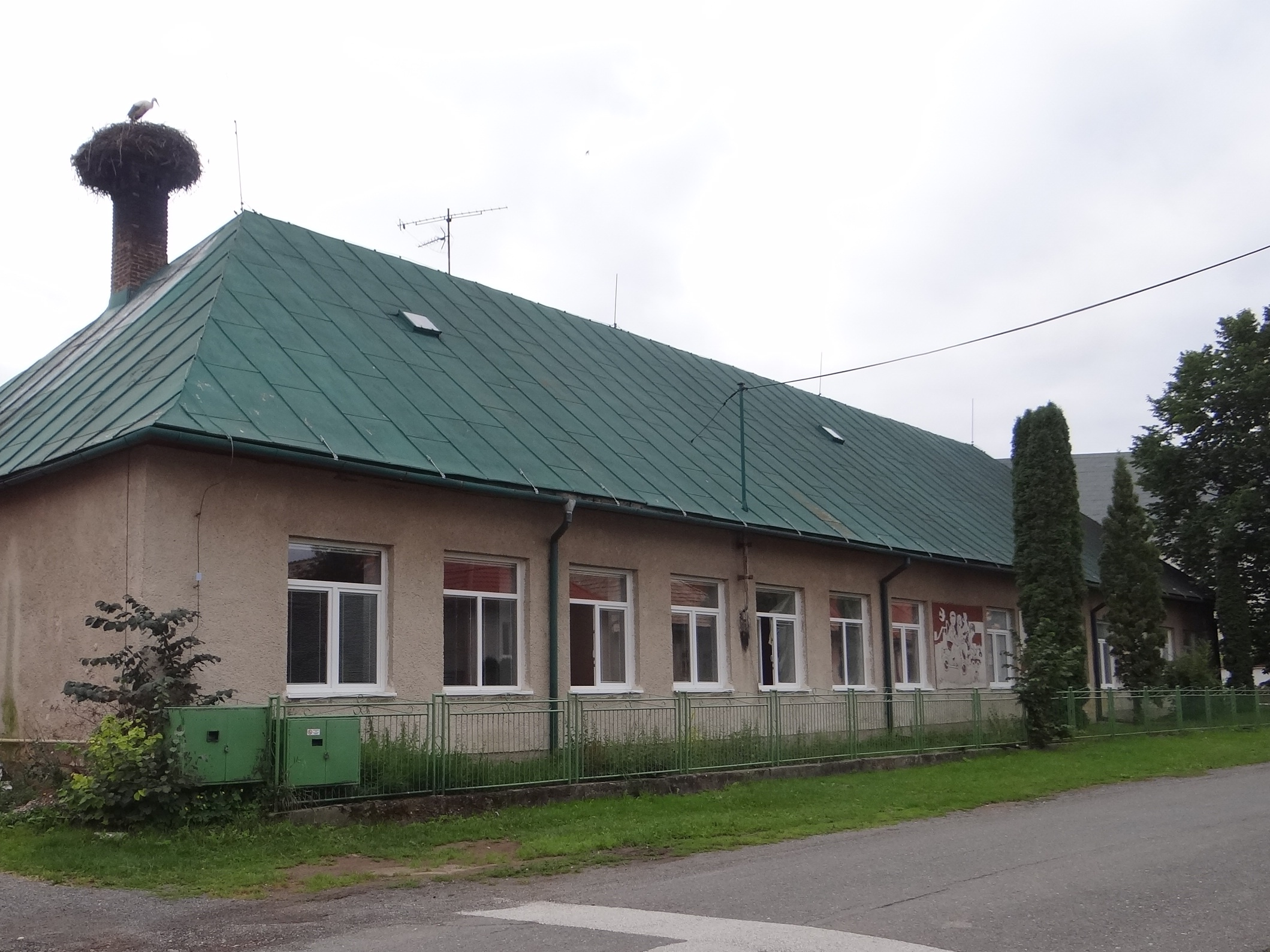
Szkoła